# Governo Castex
Il governo Castex è il quarantaduesimo governo della Quinta Repubblica francese. Si è insediato, sotto la presidenza di Emmanuel Macron, in seguito alle dimissioni di Édouard Philippe da Primo Ministro, dopo la sconfitta della coalizione governativa alle elezioni amministrative. Il 16 maggio 2022, Jean Castex rassegna nelle mani del Presidente della Repubblica Emmanuel Macron le sue dimissioni e quelle del governo da lui presieduto.

## Sostegno parlamentare

### Prima delle elezioni legislative del 2022
| Camera              | Collocazione | Partiti                                                                              | Seggi     |
| ------------------- | ------------ | ------------------------------------------------------------------------------------ | --------- |
| Assemblea Nazionale | Maggioranza  | LREM (274), MODEM (44),Agir (17),Udi (6),Verdi (2),N-I (2)                           | 345 / 577 |
| Assemblea Nazionale | Astenuti     | LREM (3),Udi (1),Agir (1),N-I (1)                                                    | 6 / 577   |
| Assemblea Nazionale | Opposizione  | LR (103),SOC (28),LFI (17),Liot (17),Verdi (15),PCF (15),N-I (10),MODEM (2),LREM (1) | 220 / 577 |

## Composizione

### Ministri
LaREM
     TdP
     PÉ/LaREM
     DVG
     MoDem
     DVD
     MR
     Agir
     Indipendenti
| Funzione                                                            | Titolare | Titolare | Titolare             | Partito      |
| ------------------------------------------------------------------- | -------- | -------- | -------------------- | ------------ |
| Primo ministro                                                      |          |          | Jean Castex          | LaREM        |
| Ministri                                                            |          |          |                      |              |
| Europa e affari esteri                                              |          |          | Jean-Yves Le Drian   | TdP          |
| Transizione ecologica                                               |          |          | Barbara Pompili      | PÉ/LaREM     |
| Educazione nazionale, gioventù e sport                              |          |          | Jean-Michel Blanquer | LaREM        |
| Economia, finanza e ripresa                                         |          |          | Bruno Le Maire       | LaREM        |
| Difesa                                                              |          |          | Florence Parly       | DVG          |
| Interno                                                             |          |          | Gérald Darmanin      | LaREM        |
| Lavoro, occupazione e integrazione                                  |          |          | Élisabeth Borne      | LaREM        |
| Oltremare                                                           |          |          | Sébastien Lecornu    | LaREM        |
| Coesione dei territori e relazioni con le collettività territoriali |          |          | Jacqueline Gourault  | MoDem        |
| Giustizia                                                           |          |          | Éric Dupond-Moretti  | Indipendente |
| Cultura                                                             |          |          | Roselyne Bachelot    | DVD          |
| Solidarietà e Sanità                                                |          |          | Olivier Véran        | LaREM        |
| Mare                                                                |          |          | Annick Girardin      | MR           |
| Insegnamento superiore, ricerca e innovazione                       |          |          | Frédérique Vidal     | LaREM        |
| Agricoltura e alimentazione                                         |          |          | Julien Denormandie   | LaREM        |
| Trasformazione e funzione pubblica                                  |          |          | Amélie de Montchalin | LaREM        |

### Ministri delegati
| Funzione                                                                                   | Titolare | Titolare | Titolare               | Partito      |
| ------------------------------------------------------------------------------------------ | -------- | -------- | ---------------------- | ------------ |
| Relazioni con il Parlamento (presso il Primo ministero)                                    |          |          | Marc Fesneau           | MoDem        |
| Uguaglianza tra donne e uomini, diversità e pari opportunità (presso il Primo ministero)   |          |          | Élisabeth Moreno       | Indipendente |
| Commercio estero e attrattività (presso il ministero dell'Europa e affari esteri)          |          |          | Franck Riester         | Agir         |
| Alloggiamento (presso il ministero della transizione ecologica)                            |          |          | Emmanuelle Wargon      | Indipendente |
| Trasporti (presso il ministero della transizione ecologica)                                |          |          | Jean-Baptiste Djebbari | LaREM        |
| Sport (presso il ministero dell'istruzione nazionale, della gioventù e dello sport)        |          |          | Roxana Maracineanu     | Indipendente |
| Conti pubblici (presso il ministero dell'economia, delle finanze e della ripresa)          |          |          | Olivier Dussopt        | TdP          |
| Industria (presso il ministero dell'economia, delle finanze e della ripresa)               |          |          | Agnès Pannier-Runacher | LaREM        |
| Piccole e medie imprese (presso il ministero dell'economia, delle finanze e della ripresa) |          |          | Alain Griset           | Indipendente |
| Memoria e veterani (presso il ministero delle forze armate)                                |          |          | Geneviève Darrieussecq | MoDem        |
| Cittadinanza (presso il ministero dell'Interno)                                            |          |          | Marlène Schiappa       | LaREM        |
| Integrazione (presso il ministero del lavoro, dell'occupazione e dell'integrazione)        |          |          | Brigitte Klinkert      | DVD          |
| Città (presso il ministero della coesione territoriale e dei rapporti con gli enti locali) |          |          | Nadia Hai              | LaREM        |
| Autonomia (presso il ministero della solidarietà e della salute)                           |          |          | Brigitte Bourguignon   | LaREM        |

### Segretari di Stato
| Carica | Titolare | Titolare | Titolare              | Partito      |
| --- | -------- | -------- | --------------------- | ------------ |
| Segretario di Stato, portavoce del Governo (presso il Primo ministro) |          |          | Gabriel Attal         | LaREM        |
| Persone con disabilità (presso il Primo ministro) |          |          | Sophie Cluzel         | Indipendente |
| Turismo, francese all'estero e francofonia (presso il ministero della Europa e affari esteri)                                                                                                 |          |          | Jean-Baptiste Lemoyne | LaREM        |
| Affari europei (presso il ministero della Europa e affari esteri) |          |          | Clément Beaune        | LaREM        |
| Biodiversità (presso il ministro della transizione ecologica) |          |          | Bérangère Abba        | LaREM        |
| Istruzione prioritaria (presso il ministro dell'istruzione nazionale, della gioventù e dello sport)                                                                                           |          |          | Nathalie Elimas       | MoDem        |
| Gioventù e impegno (presso il ministro dell'istruzione nazionale, della gioventù e dello sport)                                                                                               |          |          | Sarah El Haïry        | MoDem        |
| Transizione digitale e comunicazioni elettroniche (presso il ministro dell'economia, delle finanze e della ripresa & ministro della coesione territoriale e dei rapporti con gli enti locali) |          |          | Cédric O              | LaREM        |
| Economia sociale, solidale e responsabile (presso il ministro dell'economia, delle finanze e della ripresa)                                                                                   |          |          | Olivia Grégoire       | LaREM        |
| Pensioni e salute sul lavoro (presso il ministro del lavoro, dell'occupazione e dell'integrazione)                                                                                            |          |          | Laurent Pietraszewski | LaREM        |
| Ruralità (presso il ministro della coesione territoriale e dei rapporti con gli enti locali)                                                                                                  |          |          | Joël Giraud           | MR           |
| Infanzia e famiglie (presso il ministro della solidarietà e della salute) |          |          | Adrien Taquet         | LaREM        |